# Кирилл (Мисьякулис)
Митрополи́т Кири́лл (греч. Μητροπολίτης Κύριλλος, в миру Констанди́нос Мисьяку́лис греч. Κωνσταντίνος Μισιακούλης; род. 30 июля 1963, Афины) — епископ Элладской православной церкви, митрополит Кифисийский, Амарусийский и Оропский (с 2010).

## Биография
После завершения среднего образования в Афинах он изучал юриспруденцию и богословие на соответствующих факультетах Афинского национального университета имени Каподистрии. В течение двух лет (1988—1990) он занимался юридической практикой в Афинах.
3 октября 1991 года был пострижен в монашество с именем Кирилл в монастыре Петраки и 4 октября 1991 года был рукоположен в сан иеродиакона митрополитом Керкирским Тимофеем (Тривизасом). Служил диаконом в храме святой Ирины на улице Айолу и в храме святого Спиридона в Пагратиу. Позднее перешёл в клир Афинской архиепископии и 28 ноября 1993 года был рукоположен в сан иеромонаха тем же архиереем. Служил священником в храмах святого Георгия на Киносаргосе и святого Хараламбоса в Илисионе. С 1990 по март 1993 года он служил в юридической службе экономической службы Элладской православной церкви.
Он был секретарем Синодального комитета по догматическим и каноническим вопросам (1993—2003), затем первым секретарем Священного Синода (2003—2006), а по предложению архиепископа Афинского и всея Греции Эллады — главным секретарём Священного Синода (2006—2008), сохранив эту должность по указанию о его новоизбранном архиепископе Афинском и всея Эллады Иерониме II. Участвовал в качестве участника в различных подготовительных комитетах по разработке проектов церковных законов и постановлений.
10 мая 2010 года решением Священного синода иерархии Элладской православной церкви был избран (66 голосов из 75 избирателей) для рукоположения в сан митрополита Кифисийского, Амарусийского и Оропского (архимандрит Нектарий (Андонопулос) получил 0 голосов, архимандрит Хрисанф (Стеллатос) — 0 голосов; 5 пустых бюллетеней и 4 недействительных).
14 мая 2010 года состоялась его архиерейская хиротония. В хиротонии приняли участие: архиепископ Афинский Иероним (Лиапис), митрополит Закинфский Хризостом (Синетос), митрополит Никейский Алексий (Врионис), митрополит Навпактский Иерофей (Влахос), митрополит Зихнийский Иерофей (Цолиакос), митрополит Месогейский Николай (Хадзиниколау), митрополит Кесарьянский Даниил (Пурцуклис), митрополит Глифадский Павел (Цаусоглу), митрополит Пирейский Серафим (Мендзелопулос), митрополит Коринфский Дионисий (Мандалос), митрополит Мессинийский Хризостом (Савватос), митрополит Илийский Афинагор (Дикеакос) и епископ Фотикийский Дионисий (Сифнеос).